# Arkady Avertchenko
Arkady Timofeïevitch Avertchenko (en cyrillique: Арка́дий Тимофе́евич Аве́рченко), né le 15 mars 1881 (27 mars dans le calendrier grégorien) à Sébastopol et mort le 12 mars 1925 à Prague, est un écrivain, critique et dramaturge russe.

## Biographie
Averchenko se spécialise notamment dans le genre satirique. Il écrit pour le journal humoristique Strekoza, puis fonde avec plusieurs jeunes collaborateurs de ce périodique la nouvelle revue Satirikon (1908), qu'il dirige et qui s'arrêtera en 1914. Il émigre à Paris, après l'invasion de la Crimée par les Bolchéviques en 1920.
Il est enterré au cimetière d'Olšany de Prague, ville où il avait émigré en 1922.

## Écrits traduits en français
- Douze couteaux dans le dos de la Révolution, traduit et adapté du russe par Georges d'Ostoya, Paris, La Renaissance du livre [78, boulevard Saint-Michel], 1928.
- La Roue diabolique et autres histoires sur la Révolution, traduit par Régis Gayraud et Georges d'Ostoya, préface de Régis Gayraud, Paris, Editions Quarante et un, 2023  (ISBN 978-2-9582028-1-1).